# 倒卵瓣梅花草
倒卵瓣梅花草（学名：Parnassia subscaposa）为卫矛科梅花草属下的一个种。

## 扩展阅读
- 維基物種上的相關：倒卵瓣梅花草